# Salomon von Otter (1647–1732)
Salomon von Otter, född den 11 oktober 1647 i Örebro, död den 23 november 1732 i Karlskrona, var en svensk friherre och ämbetsman. Han var  son till Casten Otter och far till Salomon von Otter samt stamfar till ätten von Otter.
Otter gjorde sig bemärkt som duktig kameralkarl och fältkommissarie (1669–80) samt utnämndes 1693 till överkommissarie vid Amiralitetet. År 1712 blev han krigsråd, och 1719–29 var han landshövding i Blekinge. Han blev 1691 adlad och 1719 friherre. Med egen hand utskrev han 1662–65 års landsböcker för Örebro län, framlade plan och instruktion för ett särskilt kammarverk för Amiralitetet, ordnade Amiralitetskrigsmanskassan, så att denna, som, då von Otter övertog densamma, var nästan förstörd, vid hans avträdande hade ett fruktbart kapital av 300 000 daler silvermynt, samt uppgjorde den intrasslade likvidationen av flera miljoner mellan kronan och kammarrådet Gripenstierna med mera.